# الشويخ التعليمية
الشويخ التعليمية، منطقة من مناطق محافظة العاصمة في الكويت. سميت بهذا الاسم نسبة إلى وجود وزارة التربية، جامعة الكويت وكليات ومعاهد الهيئة العامة للتعليم التطبيقي والتدريب.